# Eriborus furvus
Eriborus furvus är en stekelart som beskrevs av Mao-Ling Sheng och Xu 1997. Eriborus furvus ingår i släktet Eriborus och familjen brokparasitsteklar. Inga underarter finns listade i Catalogue of Life.